# Bảo tàng Khảo cổ học Dưới nước và Đánh cá Baltic ở Łeba
Bảo tàng Khảo cổ học Dưới nước và Đánh cá Baltic ở Łeba (tiếng Ba Lan: Muzeum Archeologii Podwodnej i Rybołówstwa Bałtyckiego w Łebie) là một bảo tàng đang được xây dựng ở Łeba, Ba Lan. Bảo tàng này là chi nhánh thứ mười của Bảo tàng Hàng hải Quốc gia ở Gdańsk.

## Miêu tả
Bảo tàng sẽ nằm gần cửa sông Łeba đến biển Baltic. Việc xây dựng bảo tàng bắt đầu từ tháng 10 năm 2020, và dự kiến mở cửa cho công chúng vào mùa hè năm 2024. Diện tích của khu vực triển lãm là hơn 6.000 mét vuông.
Bảo tàng là một trong 94 bảo tàng do Bộ trưởng Bộ Văn hóa và Di sản Quốc gia thực hiện trong khuôn khổ của dự án "mạng lưới các bảo tàng hiện đại" do Bộ trưởng cấp vốn. Chi phí xây dựng bảo tàng dự kiến sẽ là khoảng 40 triệu złoty.
Hoạt động của bảo tàng sẽ tập trung vào việc triển lãm về tất cả các khía cạnh của nghiên cứu khảo cổ học dưới nước do Bảo tàng Hàng hải Quốc gia ở Gdańsk thực hiện theo thứ tự thời gian và theo chủ đề (bao gồm các hiện vật được phát hiện trong quá trình nghiên cứu khảo cổ) và giới thiệu những chủ đề có liên quan đến lĩnh vực đánh bắt cá ở biển Baltic (động và thực vật của biển Baltic, ngư dân và văn hóa đánh cá, cảng cá và cứu hộ trên biển).